# TOI-4633
TOI-4633とは、地球からりゅう座の方向に95.20パーセク (310.5 ly) 離れた位置にある連星系である。TOI-4633AとTOI-4633Bの2つのG型主系列星からなっている。TOI-4633Aには1つの太陽系外惑星が周囲を公転していることが知られており、さらにもう1つの太陽系外惑星が存在する可能性がある。

## 概要
| 太陽 | TOI-4633A |
| ---- | --------- |
| 太陽 | Exoplanet |

| 太陽 | TOI-4633B |
| ---- | --------- |
| 太陽 | Exoplanet |

TOI-4633の見かけの等級は9.0である。2024年、TOI-4633に公転周期が約230年の伴星（TOI-4633B）が存在していることが明らかになった。TOI-4633Bの軌道長半径は48.6天文単位 (7.27×109 km) であるが、軌道離心率が0.91と非常に高いため、TOI-4633 Bが近点に位置しているときのTOI-4633AとTOI-4633Bの距離はわずか4.5天文単位 (670,000,000 km) である。TOI-4633Aの質量は太陽の1.10倍、半径は1.05倍、有効温度は5,800 K (5,530 °C) で、TOI-4633Bの質量は1.05倍、半径は0.98倍、有効温度は5,600 K (5,330 °C) である。両方ともG型の恒星である。
TOI-4633の「TOI」はTESS object of interestを表しており、TESSによる観測で周囲に惑星候補が検出された恒星に与えられる。BD+62 1529、TIC 307958020などの名称も持っている。

## 惑星系
| 名称 （恒星に近い順） | 質量                 | 軌道長半径 （天文単位） | 公転周期 (日)           | 軌道離心率         | 軌道傾斜角           | 半径              |
| --------------------- | -------------------- | ----------------------- | ----------------------- | ------------------ | -------------------- | ----------------- |
| b (候補)              | ≥106.8+13.0 −12.8 M⊕ | —                       | 34.15±0.15              | 0.096+0.102 −0.065 | —                    | —                 |
| c                     | 47.8+27.6 −23.8 M⊕   | 0.847±0.061             | 271.9445+0.0039 −0.0040 | 0.117+0.186 −0.085 | 89.888+0.069 −0.064° | 3.2+0.20 −0.19 R⊕ |

TOI-4633は黄道極の近くに位置している恒星のため、TESSによってセクター14 - 26、40、41、47 - 53、55、56、58、59と長期間観測された。そのうちセクター20、40、50において惑星がTOI-4633（TOI-4633A）の前を横切ったことが原因で発生している可能性があるトランジットが観測された。このトランジットはプラネットハンターズ:TESSに参加している市民科学者によって特定され、約272日の公転周期を持っていることが判明した。この惑星候補は2020年5月27日にcommunity TESS object of interest（cTOI）として公開され、2022年12月14日に「TOI-4633.01」として正式にTESS object of interest（TOI）に指定された。また、ドップラー分光法を用いたフォローアップ観測ではTOI-4633.01よりも内側を公転する公転周期が約34日のトランジットを起こさない別の惑星候補が検出された。その後、TOI-4633.01が確実に惑星であることが確認され、TOI-4633 c（TOI-4633A c）という名称が指定された。この研究結果を公表する論文はarXivにて2024年4月29日に公開された。公転周期が約34日の惑星候補については、TOI-4633 b（TOI-4633A b）という名称が指定され惑星である可能性が高いとはされているものの確実ではなく、TOI-4633 cが確認された時点では惑星候補のままとなっている。
TOI-4633 cの公転周期は約272日で、主星から約0.847天文単位 (126,700,000 km) 離れた場所に軌道を持つ。TOI-4633 cは楽観的なハビタブルゾーン内を公転しているとされており、海王星のアルベドと等しいと仮定した場合、TOI-4633 cの有効温度は290 K (17 °C) であるとされている。しかし、TOI-4633 Bが近点に位置しているときの有効温度は420 K (147 °C) に達するとされており、さらにTOI-4633 cは天王星型惑星であるとされているため、表面においては液体の水は存在できない可能性がある。